# Mebolazine
Mebolazine (INN; thương hiệu Dostalon và Roxilon; còn được gọi là dimethazine, dymethazine, di (methasterone) azin, hoặc 2α, 17α-dimethyl-5α-androstan-17β-ol-3-one azin) là một androgen/đồng hóa steroid tổng hợp, hoạt động qua đường uống miệng (AAS) và dẫn xuất 17 -alkylated của dihydrotestosterone (DHT) không còn được bán trên thị trường. Nó có một độc đáo và khác thường cấu trúc hóa học, là một dimer của methasterone liên kết ở 3 vị trí của vòng A bởi một nhóm azin, và báo cáo hoạt động như một tiền chất của methasterone.
Từ năm 2008, mebolazine đã được sử dụng bất hợp pháp như một thành phần là một số chất bổ sung chế độ ăn uống, bao gồm bổ sung vitamin B, và tại Hoa Kỳ , Cục Quản lý Thực phẩm và Dược phẩm đã có hành động pháp lý chống lại các nhà sản xuất đó.